# Wismar Bugt
53°57′0″N 11°27′0″Ø / 53.95000°N 11.45000°Ø
Wismar Bugt (tysk: Wismarer Bucht eller Wismarbucht) er en havbugt i den sydlige del af Østersøen, beliggende nord for den tyske havneby Wismar og syd for øen Poel. Bugtens beskyttede beliggenhed gør den til en naturlig havn.
Wismar Bugt udgør en vig i den større Mecklenburg Bugt.